# Aberffraw
Aberffraw (wal. Aberffro) – wieś w północno-zachodniej Walii w hrabstwie Anglesey, położona na południowym wybrzeżu wyspy Anglesey, nad zatoką Caernarvon. Liczba ludności, według spisu z 2001 roku, wynosi 608 osób. We wczesnym średniowieczu, od ok. 860 do ok. 1170 roku, Aberffraw było stolicą walijskiego Królestwa Gwynedd.